# قطر (المهرة)

تعديل مصدري - تعديل

قطر هي إحدى قرى مديرية منعر التابعة لمحافظة المهرة، بلغ تعداد سكانها 136 نسمة حسب تعداد اليمن لعام 2004.